# Невга
Невга — река в России, протекает по территории Лоухского района Карелии. Длина реки — 21 км, площадь водосборного бассейна 158 км².
Река берёт начало из озера Ханкусъярви на высоте 138,2 м над уровнем моря.
Река в общей сложности имеет 32 малых притоков суммарной длиной 51 км.
Впадает на высоте ниже 72,0 м над уровнем моря в реку Куму (ниже — Ковда), впадающую Белое море.
В среднем течении Невга протекает через Невгозеро.

## Данные водного реестра
По данным государственного водного реестра России относится к Баренцево-Беломорскому бассейновому округу, водохозяйственный участок реки — Ковда от Кумского гидроузла до Иовского гидроузла. Речной бассейн реки — бассейны рек Кольского полуострова и Карелии, впадает в Белое море.